# فينيكس صنز
فينيكس صنز (بالإنجليزية: Phoenix Suns)‏ هو نادي كرة سلة من فينيكس، أريزونا، الولايات المتحدة الأمريكية. تأسس عام 1968. ملعبه هو مركز الخطوط الجوية الأمريكية (منذ عام 1992).

## ألوان الفريق
البنفسجي، والبرتقالي، والرصاصي.

## سجل بطولات الفريق
- لم يفز ببطولة الدوري الأمريكي لكرة السلة للمحترفين.
- لقب القسم الغربي: مرتين (1976 - 1993)
- لقب مجموعة الباسيفيكي: ست مرات (1981 - 1993 - 1995 - 2005 - 2006 - 2007)

## تاريخ وإنجازات الفريق
تأسس فينيكس صنز في عام 1968 وانضم صنز إلى دوري الرابطة الوطنية في موسم 1968 – 1969 وكان بالإضافة إلى ميلووكي باكس أول فريقين رياضيين في ولاية أريزونا.
ومن أبرز إنجازات صنز تأهله إلى نهائي دوري الرابطة الوطنية موسم 1975–1976، بعد أن تخطى غولدن ستايت ووريورز، ولكنه خسر في نهائي دوري الرابطة الوطنية أمام بوسطن سلتكس.
ولكن الفريق انتظر 17 عاما حتى يصل إلى النهائي مرة، فمع انطلاق موسم 1992-1993 تعاقد الفريق مع تشارلز باركلي من فريق فيلاديلفيا سيفنتي سيكسرز.
وكان باركلي سببا رئيسيا في فوز الفريق بقلب القسم الغربي عام 1993 بعدما حقق صنز 62 انتصارا، وتغلب في الجولة الأولى على لوس أنجيلس ليكرز بعدما كان متأخر بمبارتين مقابل لا شيء وواصل مشواره بإقصاء سونيكس.
ثم واجه سبرز في نهائي القسم، وسجل باركلي رمية من على بعد 20 قدما عن السلة قبل 1.8 ثانية على النهاية ليقود صنز إلى النهائي الثاني له في تاريخه، ولكن المسيرة توقفت عند بولز.

## وصلات خارجية
- الموقع الرسمي
- فينيكس